# Plodovi zemlje
Plodovi zemlje je emisija Hrvatske radiotelevizije o selu, poljoprivredi i ribarstvu.
Najdugovječnija je emisija HRT-a koja se emitira šest desetljeća. Prva je emitirana 21. prosinca 1958. godine. Prepoznatljivi znak emisije je glazbena podloga špice emisije još iz vremena Ružice Trauber (urednica 1962. – 1992.) na što je ekipa emisije ponosna i ne misle je mijenjati. Emisiju su obilježila jaka autorska novinarska imena. Plodovi zemlje su stariji od središnjeg dnevnika HRT čak deset godina.
Do 1988. naizmjence se emitirala iz svih studija JRT-a, a iz Zagreba jednom mjesečno. Tijekom desetljeća nekoliko je puta promijenila ime: Poljoprivredna emisija, Poljoprivredni mozaik, Zemlja i more, a od 1993. danas je Plodovi zemlje. Traje 50 minuta. U prosjeku ima sedam ili osam reportaža.
Danas se emitira nedjeljom na Prvome programu Hrvatske televizije (HRT – HTV 1) s početkom u 12.30, a mogu se pratiti i na mobilnim uređajima, tabletima i računalima pomoću multimedijske usluge HRTi. 1. ožujka 2017. emitirana je 1900. emisija. Tradicionalno je najgledanija emisija HRT-a. Stalno gledateljstvo su poljoprivrednici, ljubitelji prirode, pobornike zaštite okoliša, gledatelje koji nikad nisu okusili život na selu i nemaju veze s poljoprivredom, a zbog kvalitete emisije pronijela se priča koja kruži već godinama da su se u nekim selima čak skraćivale mise da bi ljudi stigli na početak emisije. U 2016. pratilo ju je prosječno 14 % općega stanovništva (AMR).
Bavi se aktualnim problemima u poljodjelstvu i ribarstvu, potiče na rješavanje problema, ne izbjegava govoriti o važnim problemima, prenosi savjete i primjere uspješnih hrvatskih poljoprivrednika. Zadnje desetljeće problemi kojima se bavi jesu uvoz jeftine hrane, osiromašivanje sela, pusta Slavonija, besperspektivnost bavljenja poljoprivredom, teško stanje u stočarstvu, osobito govedarstvu i proizvodnji mlijeka. Razotkrila je i aferu s potporama i poljoprivrednim zemljištima, progovorila je prva o namještanju natječaja iz Fonda za ruralni razvoj i dr. Veliki uspjeh emisije je što na lokalnim razinama uspijeva promijeniti stvari. Godine 2017. nominirana je za Večernjakovu Ružu godine.
Prvi je urednik bio Marijan Sviben, do 1962. godine. Sljedećih trideset godina uređivala ju je Ružica Trauber. Od 1993. urednik je bio Ivo Lončar. Poslije 1999. uređuje ju Vlatko Grgurić. Povremeno ju je, od 1998. do odlaska u mirovinu 2015., uređivao Mladen Stubljar. Urednik i voditelj bio je i Miroslav Gantar. Iz četverca urednika Sviben, Trauber, Lončar i Grgurić troje su završili studij agronomije, a jedan veterinu.